# Ayumi hamasaki BEST of COUNTDOWN LIVE 2006-2007 A
『ayumi hamasaki BEST of COUNTDOWN LIVE 2006-2007 A』（アユミ・ハマサキ・ベスト・オブ・カウントダウン・ライブ・2006-2007・エー）は、2006年12月30日、31日に国立代々木競技場第一体育館で開催された浜崎あゆみのカウントダウン・ライブである。2007年2月28日に発売されたベストアルバム『A BEST 2 -WHITE-』のDVD（DISC3）に収録されている。なお、タイトルの最後にある「A」はロゴ表記。

## 構成
- 自身6度目の単発カウントダウンライヴ。
- 開催前後には8thアルバム『Secret』、年明け早々およそ6年ぶりのベストアルバム『A BEST 2 -BLACK-』『A BEST 2 -WHITE-』をリリース、自身初のアジアツアーの開催発表などのスケール中に行われた。
- 過去ツアーで着服してた衣装や、パフォーマンス演出等を再構築・リメイクさせた内容となっている[注 1]。

## 会場
- 2006年12月31日(日) 東京都・国立代々木競技場 第一体育館

## セットリスト
※は、初披露曲。
1. Not yet ※
オープニング
2. ourselves
「MTV Super Dry Live」演出を再現
3. Fly high
「ayumi hamasaki ARENA TOUR 2003-2004 A」演出を再現
4. Beautiful Fighters ※
5. NEVER EVER
「ayumi hamasaki ARENA TOUR 2002 A」演出を再現
6. A Song for ××
「ayumi hamasaki ARENA TOUR 2002 A」演出を再現
7. No way to say
「ayumi hamasaki ARENA TOUR 2003-2004 A」演出を再現
8. Free & Easy
「ayumi hamasaki ARENA TOUR 2002 A」演出を再現
9. evolution
「ayumi hamasaki ARENA TOUR 2002 A」演出を再現
10. flower garden
11. until that Day... ※
12. AUDIENCE
「ayumi hamasaki ARENA TOUR 2002 A」演出を再現
13. Boys & Girls
「ayumi hamasaki ARENA TOUR 2005 A 〜MY STORY〜」演出を再現

アンコール
1. Trauma
2. independent
3. Humming 7/4
4. BLUE BIRD